# Макак-крабоед
Макак-крабоед (лат. Macaca fascicularis) или яванский макак — вид из семейства мартышковых (Cercopithecidae).

## Описание
Обезьяна среднего размера, длина тела от 40 до 60—65 см. Масса взрослого самца 4—8,5 кг, самки 2,5—3,8 кг. Хвост длинный около полуметра, конечности короткие. Шерсть серая с зеленоватым отливом, на голове имеется тёмный хохолок, характерны светлые усы и бакенбарды.

## Распространение
Макак-крабоед занимает широкий ареал от востока Бангладеш через Бирму, Таиланд, Индокитай, острова Малайского архипелага до Филиппин. Является редким примером наземного млекопитающего, нарушающего Линию Уоллеса. Живёт в равнинных тропических лесах, как первичных, так и в нарушенных и вторичных, в том числе вблизи человеческих поселений, а также в мангровых лесах, умеет хорошо плавать.
Акклиматизирован в нескольких районах вне природного ареала, в частности в западной части Новой Гвинеи, на острове Анггаур архипелага Палау и на Маврикии. На островах, где местная фауна сформировалась при отсутствии крупных хищников, представляет угрозу для биоразнообразия.

## Питание
Макак-крабоед всеяден. Хотя он может добывать пищу из воды, крабы не являются его основной пищей. Он поедает фрукты, ягоды, листья, орехи, насекомых, улиток и ракообразных, разоряет птичьи гнёзда. Отщепы с острыми краями, непреднамеренно созданные длиннохвостыми макаками в национальном парке Пханг Нга в таиландской провинции Пхангнга при попытках расколоть орехи с твёрдой скорлупой с помощью молотка и наковальни, в отсутствие поведенческих наблюдений  могли бы быть идентифицированы антропогенными по происхождению и интерпретированы как свидетельство преднамеренного производства орудий труда. Также макаки используют каменные инструменты для получения доступа к различным моллюскам.

## Размножение
Макаки-крабоеды размножаются круглый год. В местах естественного обитания максимум рождаемости падает на весну и начало лета, однако в других климатических зонах эти сроки могут смещаться.

### Клонирование
В 2018 году было объявлено об успешном клонировании китайскими учеными двух макак.